# فهرست دانه‌های خوراکی

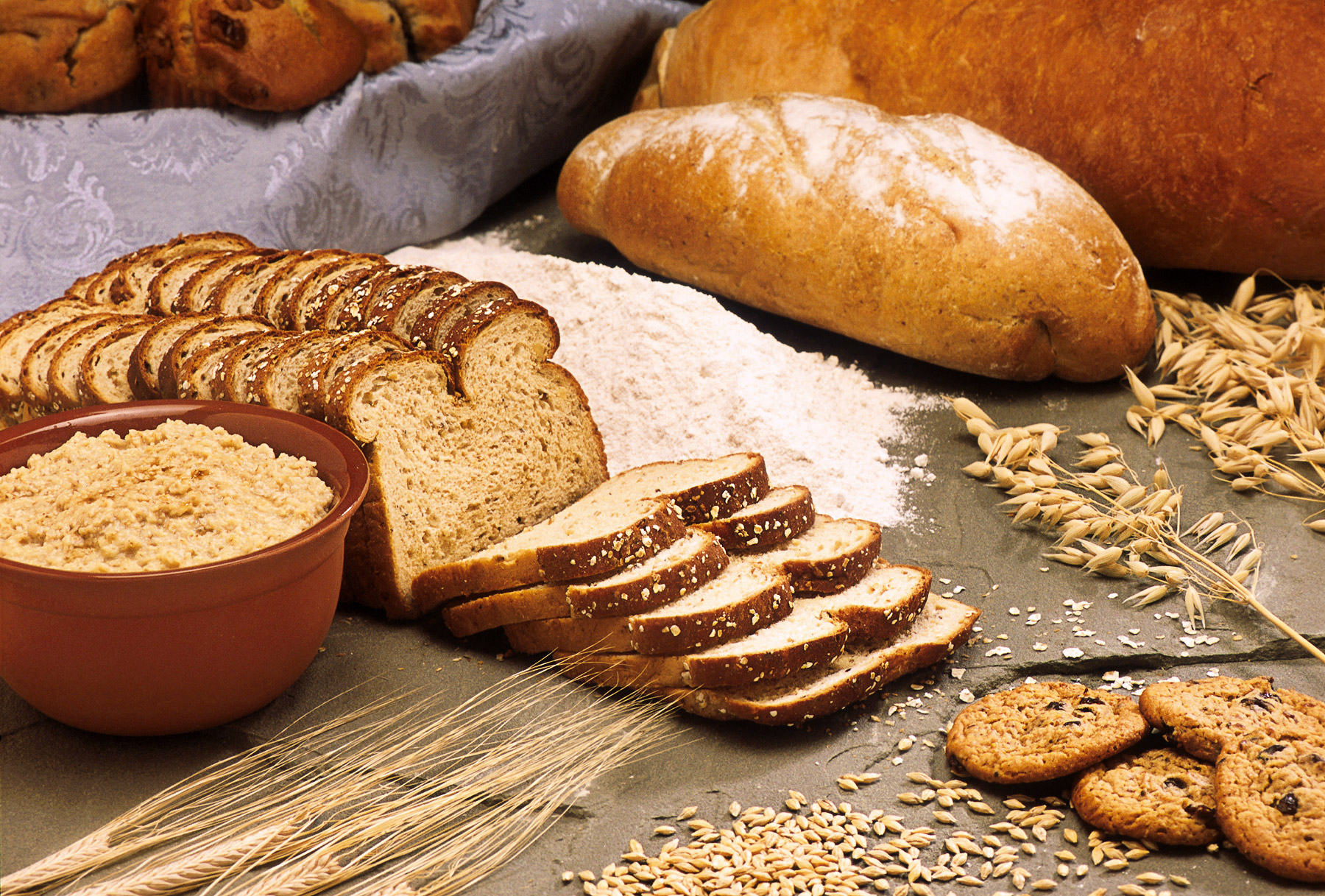
غلات دانه‌های خوراکی هستند که برای تولید محصولات غذایی مختلف استفاده می‌شوند.

دانه خوراکی  دانه ای است که برای مصرف انسان یا حیوان مناسب است. از شش بخش اصلی گیاه تشکیل شده‌اند،  و منبع اصلی کالری و پروتئین انسان هستند. این دسته طیف گسترده‌ای از گونه‌های گیاهی دانه‌های خوراکی را فراهم می‌کنند و به عنوان یک منبع غذایی جهانی، مهم‌ترین دانه‌های خوراکی از نظر وزن غلات و پس از آن حبوبات، مغزها، و سپس ادویه جات هستند.

## غلات (غلات و ارزن)
غلات دانه خوراکی گیاهانی از خانواده تیره گندمیان هستند. غلات در دو نوع هستند، دانه‌های بزرگتر تولید شده توسط محصولات حساس به خشکی غلات نامیده می‌شوند و گونه‌های کوچکتر مقاوم به خشکی ارزن هستند. غلات را می‌توان به روش‌های مختلفی مصرف کرد، که همه آنها نیاز به پوست کندن و پختن دارند، از جمله لول شده، پف کرده یا آسیاب شده به آرد. بسیاری از غلات در حال حاضر یا گذشته جز غذاهای اصلی بودند و بخش بزرگی از کالری را در مکان‌هایی که در آن خورده می‌شوند فراهم می‌کردند. امروزه غلات تقریباً نیمی از کالری مصرف شده در جهان را تأمین می‌کند.
| Cereals | Cereals       | Cereals        | Cereals         | Cereals                  | Cereals |
| خانواده | Tribe         | Genus          | گونه‌ها          | نام بذرها                | عکس     |
| ------- | ------------- | -------------- | --------------- | ------------------------ | ------- |
| گندمیان | Andropogoneae | ذرت خوشه‌ای     | سورگوم دورنگ    | sorghum                  |         |
| گندمیان | Andropogoneae | ذرت (سرده)     | ذرت             | maize, corn, corn kernel |         |
| گندمیان | Eragrostideae | چمن غاز (سرده) | E. coracana     | finger millet            |         |
| گندمیان | Eragrostideae | علف عشق (سرده) | E. tef          | teff                     |         |
| گندمیان | Oryzeae       | برنج (سرده)    | برنج (گیاه)     | Asian rice               |         |
| گندمیان | Oryzeae       | برنج (سرده)    | O. glaberrima   | African rice             |         |
| گندمیان | Oryzeae       | برنج وحشی      |                 | wild rice                |         |
| گندمیان | Paniceae      | پنجه کلاغی     | D. exilis       | black fonio              |         |
| گندمیان | Paniceae      | پنجه کلاغی     | D. iburua       | white fonio              |         |
| گندمیان | Paniceae      | ارزن (سرده)    | ارزن معمولی     | ارزن معمولی              |         |
| گندمیان | Paniceae      | ارزن (سرده)    | P. sumatrense   | little millet            |         |
| گندمیان | Paniceae      | ریش‌پری (سرده)  | ارزن مرواریدی   | ارزن مرواریدی            |         |
| گندمیان | Paniceae      | ارزنی (سرده)   | ارزنی ایتالیایی | ارزنی ایتالیایی          |         |
| گندمیان | Poeae         | گندمیان آونا   | جو دوسر         | oat, oat groat           |         |
| گندمیان | Triticeae     | جو (سرده)      | جو (گیاه)       | barley, barley groat     |         |
| گندمیان | Triticeae     | چاودار (سرده)  | چاودار          | rye, rye berry           |         |
| گندمیان | Triticeae     | چاودم          |                 | triticale                |         |
| گندمیان | Triticeae     | گندم           | گندم معمولی     | wheat, wheat berry       |         |
| گندمیان | Triticeae     | گندم           | گندم الجزایری   | durum, durum wheat       |         |
| گندمیان | Triticeae     | گندم           | گندم تک‌دانه     | گندم تک‌دانه              |         |
| گندمیان | Triticeae     | گندم           | گندم آلمانی     | spelt, spelt wheat       |         |
| گندمیان | Triticeae     | گندم           | گندم خراسان     | kamut                    |         |
| گندمیان | Triticeae     | گندم           | گندم دودانه     | گندم دودانه              |         |
| گندمیان | Triticeae     | Thinopyrum     | T. intermedium  | Kernza                   |         |

علف‌های دیگر با دانه‌های خوراکی عبارتند از:
- Astrebla pectinata – جو چمن میچل
- Brachiaria piligera – چمن سیگنالی
- Eragrostis eriopoda – چمن پشمی
- گونه‌های پانیکوم، مانند ارزن بومی (Panicum decompositum) و پانیک مودار (P. effusum)
- Themeda triandra – علف کانگورو
- Yakirra australiensis – وحشت دسته جمعی

### شبه غلات
شبه غلات، یکی از گروه‌های پلی‌فیلتیک گیاهانی که دانه‌هایی شبیه دانه‌های غلات تولید می‌کنند. شبه غلات به روش‌های مشابه غلات استفاده می‌شود.
| شبه غلات     | شبه غلات    | شبه غلات         | شبه غلات                   | شبه غلات | شبه غلات |
| خانواده      | جنس         | گونه‌ها           | نام (های) بذر              | عکس      |          |
| ------------ | ----------- | ---------------- | -------------------------- | -------- | -------- |
| تاج خروس     | آمارانتوس   |                  | تاج خروس، دانه تاج خروس    |          |          |
| تاج خروس     | Chenopodium | C. berlandieri   | پای غاز دانه دانه          |          |          |
| تاج خروس     | Chenopodium | C. pallidicaule  | کانیوا                     |          |          |
| تاج خروس     | Chenopodium | سی. کینوا        | کوینو                      |          |          |
| Capparaceae  | بوشیا       | B. senegalensis  | هنزا                       |          |          |
| Lamiaceae    | مریم گلی    | اس. هیسپانیکا    | چیا، دانه چیا              |          |          |
| Linaceae     | کتان        | L. usitatissimum | دانه کتان                  |          |          |
| موراسه       | برسیموم     | B. alicastrum    | نان نان                    |          |          |
| Pedaliaceae  | کنجد        | S. indicum       | کنجد، دانه کنجد            |          |          |
| Polygonaceae | فاگوپیروم   | F. esculentum    | گندم سیاه، بلغور گندم سیاه |          |          |

## حبوبات
حبوبات، یا دانه خوراکی حبوبات، گیاهی از خانواده Fabaceae است. حبوبات را می‌توان به گرم تقسیم کرد که شکافته نمی‌شود و دال که شکافته می‌شود.
| حبوبات  | حبوبات      | حبوبات   | حبوبات         | حبوبات                    | حبوبات |
| خانواده | قبیله       | جنس      | گونه‌ها         | نام (های) بذر             | عکس    |
| ------- | ----------- | -------- | -------------- | ------------------------- | ------ |
| بقولات  | دالبرگیه    | آراچیس   | A. hypogaea    | بادام زمینی (بادام زمینی) |        |
| بقولات  | سیسریا      | سیسر     | C. arietinum   | نخود، لوبیا گاربانزو، گرم |        |
| بقولات  | Fabeae      | پیسوم    | P. sativum     | نخود                      |        |
| بقولات  | Millettieae | میلتیا   | M. pinnata     | راش هندی                  |        |
| بقولات  | Phaseoleae  | کاجانوس  | سی. کاجان      | نخود کبوتر                |        |
| بقولات  | Phaseoleae  | گلیسین   | حداکثر G       | سویا                      |        |
| بقولات  | Phaseoleae  | فازئولوس | P. lunatus     | لوبیا لیما                |        |
| بقولات  | Phaseoleae  | فازئولوس | P. vulgaris    | لوبیا معمولی              |        |
| بقولات  | Phaseoleae  | ویگنا    | V. angularis   | لوبیا آزوکی               |        |
| بقولات  | Phaseoleae  | ویگنا    | V. mungo       | گرم سیاه                  |        |
| بقولات  | Phaseoleae  | ویگنا    | V. radiata     | ماش، گرم سبز              |        |
| بقولات  | Phaseoleae  | ویگنا    | V. زیرزمینی    | بادام زمینی بامبارا       |        |
| بقولات  | Phaseoleae  | ویگنا    | V. unguiculata | لوبیا چشم بلبلی           |        |
| بقولات  | Vicieae     | لنز      | L. culinaris   | عدس                       |        |
| بقولات  | Vicieae     | ویسیا    | V. faba        | باقالی، باقالی            |        |

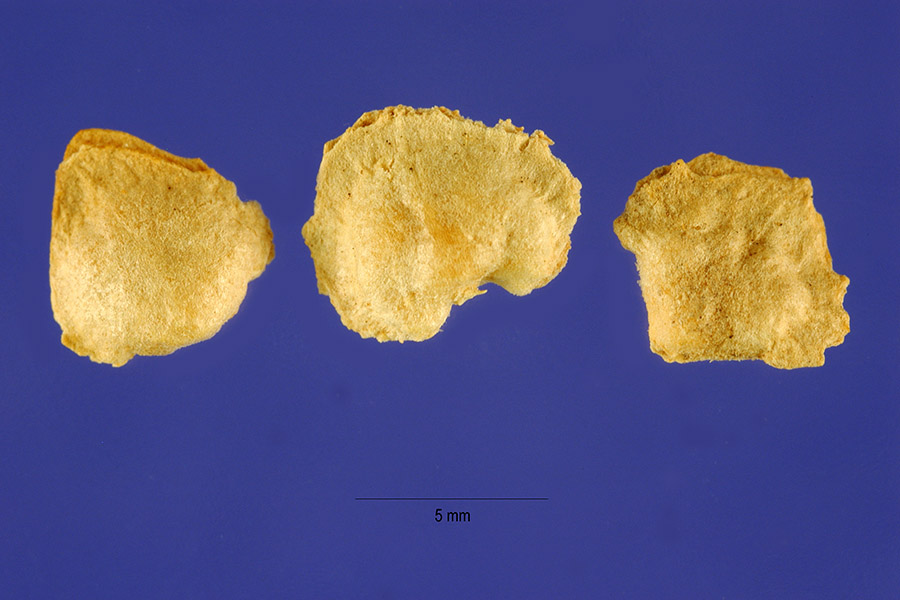
دانه‌های Atriplex nummularia، استرالیا

اگرچه برخی از حبوبات را می‌توان به صورت خام مصرف کرد، اما برخی باید قبل از مصرف حرارت داده شوند. در فرهنگ‌های خاص، لوبیاهایی که نیاز به حرارت دارند در ابتدا به عنوان کیک دانه تهیه می‌شوند. حبوباتی که نیاز به حرارت دارند عبارتند از:
- گونه‌های اقاقیا (دانه گل)، مانند مولگا (Acacia aneura)، واتل هالز کریک (A. cowleana)، چوب آهن جنوبی (A. estrophiolata)، بوته چتری (A. ligulata)، خروس موری (A. murrayana)، کورارا (A. تتراگونوفیلا)، بوته جادوگر (A. kempeana)، خرچنگ سیمی (A. coriacea)، خرچنگ طلایی (A. notabilis)، بوته رنگی (A. pyrifolia)، بوته بردی (A. victoriae)، دره ساحلی (A. sophorae)، اقاقیا بند کفش (A. stenophylla)، و پیندان واتل (A. tumida).
- Atriplex nummularia – بوته نمکی پیرمرد
- گونه‌های Brachychiton، مانند kurrajong (Brachychiton populneus), kurrajong شمالی (B. diversifolius)، kurrajong بیابانی (B. gregorii) و kurrajong با گل قرمز (B. paradoxus).
- Bruguiera gymnorhiza – حرا سیاه
- Calandrinia balonensis – parakeelya
- Canarium australianum – پوست انبه
- Canavalia rosea – لوبیا ساحلی
- Entada Phaseoloides – لوبیای سنت توماس
- گونه‌های اکالیپتوس، مانند تأمین مالله (Eucalyptus leptopoda) و کولیبا (E. microtheca)
- Marsilea drummondii – nardoo
- گونه‌های خرفه، مانند خرفه معمولی (خرفه) و خروس بزرگ (P. intraterranea)
- Nymphaea gigantea – نیلوفر آبی غول پیکر
- Rhyncharrhena linearis – پنتاتروپ بنفش

## آجیل

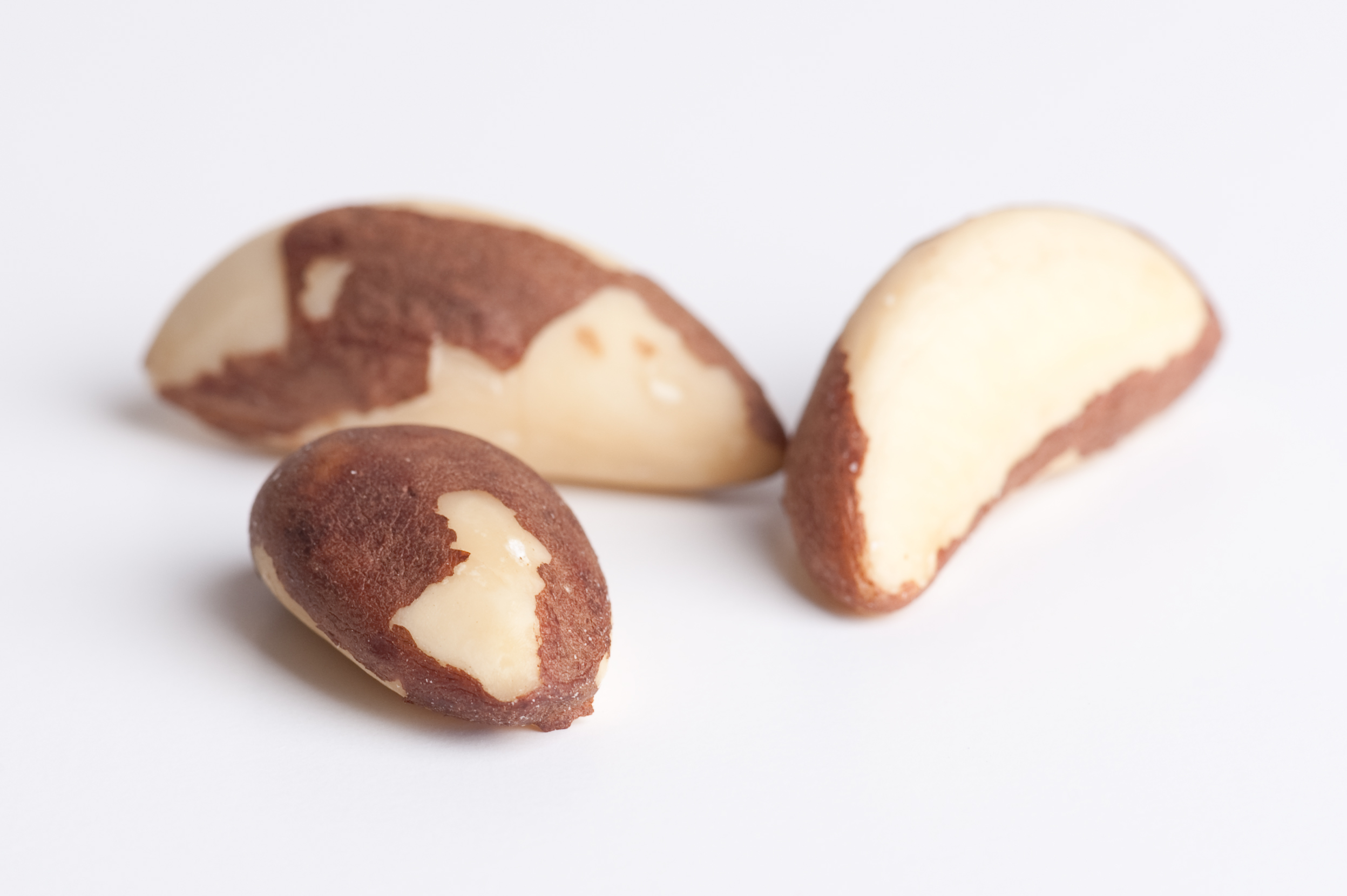
آجیل برزیلی

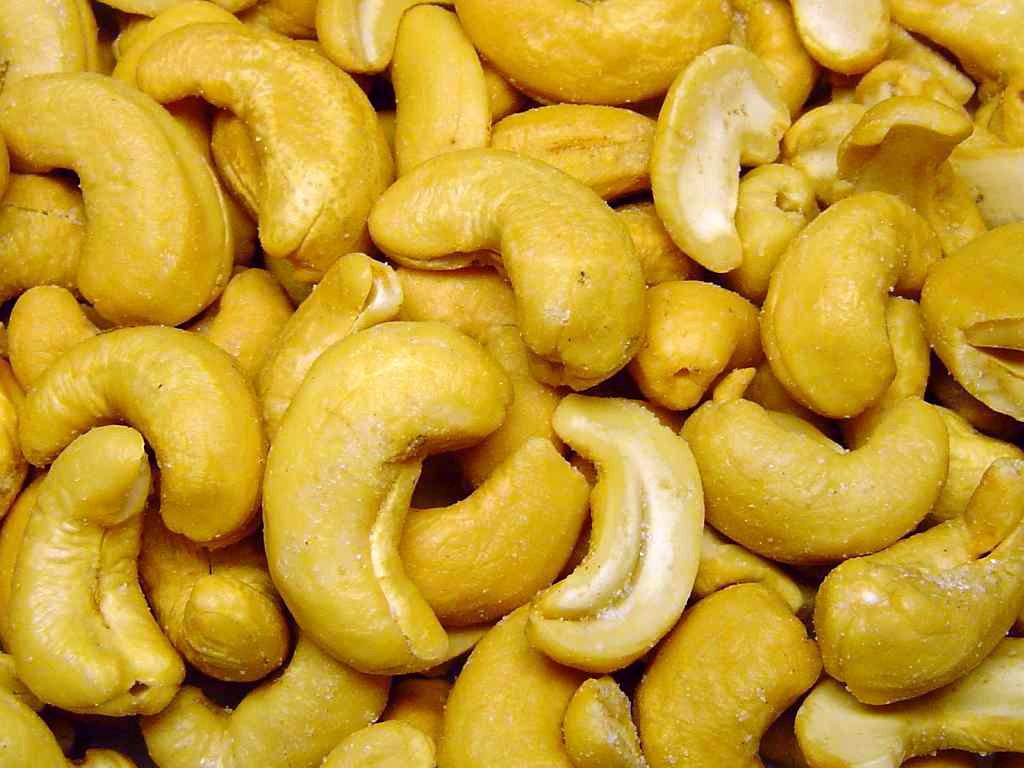
بادام هندی بوداده و شور

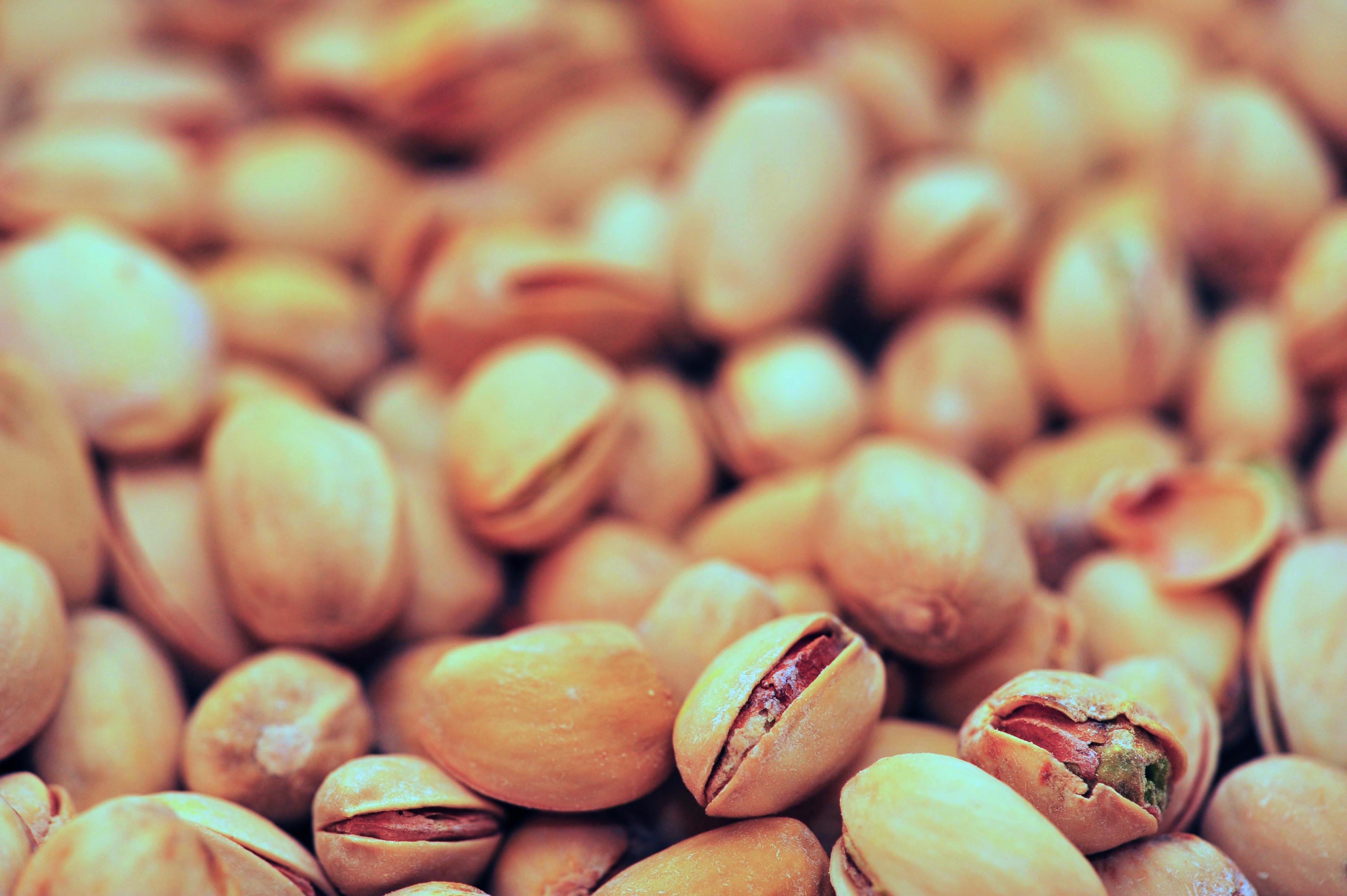
پسته تفت داده شده

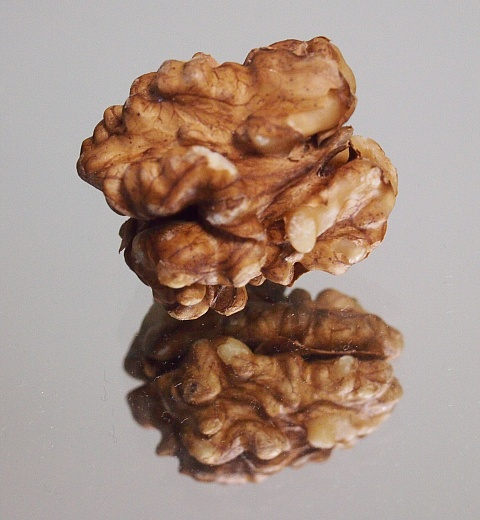
یک عدد مغز گردو کامل

طبق تعریف گیاه‌شناسی، آجیل نوعی میوه خاص است. شاه بلوط، فندق و بلوط نمونه‌هایی از آجیل تحت این تعریف هستند. با این حال، در اصطلاح آشپزی، این اصطلاح به‌طور گسترده‌تری برای شامل میوه‌هایی استفاده می‌شود که از نظر گیاه‌شناسی به عنوان آجیل واجد شرایط نیستند، اما ظاهر و نقش آشپزی مشابهی دارند. نمونه‌هایی از آجیل‌های آشپزی شامل بادام و بادام هندی است.
- بلوط
- بادام
- راش
- آجیل برزیلی
- شمعدان
- بادام هندی
- شاه بلوط از جمله:
  - شاه بلوط چینی
  - شاه بلوط ژاپنی
  - شاه بلوط شیرین
- فندق شیلیایی
- Egusi و سایر دانه‌های کدو و خربزه، از جمله:
  - کولوسینت
  - کدو ملابار
  - پپیتا
  - اوگو
- بادام زمینی گینه
- فندق، از جمله:
  - فیلبرت
- Hickory، از جمله:
  - اسپند
  - شاگبارک هیکوری
- آجیل کلا
- ماکادمیا
- بادام ملابار
- شاه بلوط ملابار
- مامونچیلو
- مونگونگو
- اوگبونو
- مهره بهشتی
- پیلی
- پسته
- آجیل شیا
- گردو از جمله:
  - گردوی سیاه

### دانه‌های ژیمنوسپرم مانند آجیل

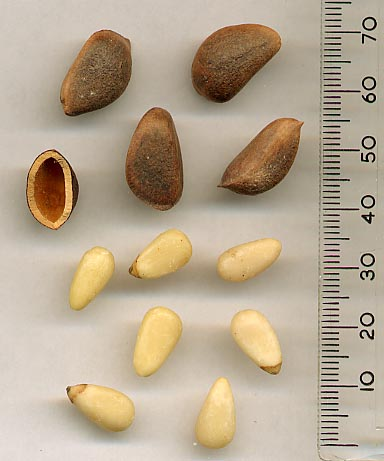
آجیل کاج

دانه‌های خوراکی ژیمنوسپرم که شبیه آجیل هستند عبارتند از:
- Cycads
- جینکو
- گنتوم
- درخت عرعر
- میمون-پازل
- آجیل کاج، از جمله
  - پینائو
  - کاج چیلگوزا
  - کاج کره ای
  - پینیون مکزیکی
  - کاج پینون
  - پینیون تک برگ
  - کاج سنگی
- پودوکارپ

## دیگر

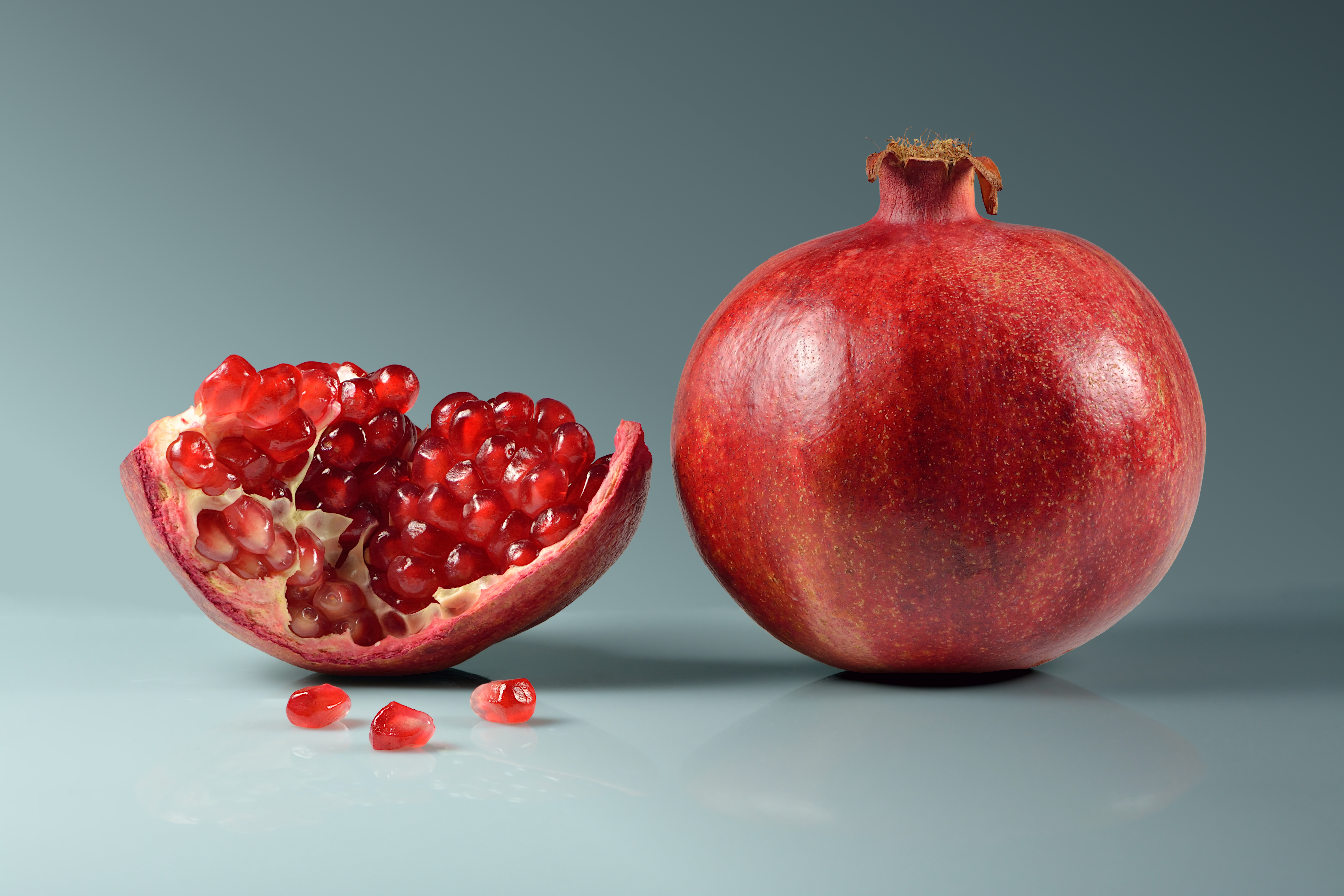
انار دارای دانه‌های خوراکی است.

سایر دانه‌های خوراکی که به‌طور منظم در دسته‌های فوق قرار نمی‌گیرند عبارتند از:
- چمپداک
- دانه کاکائو
- دانه قهوه
- خارگیل
- نیلوفر آبی روباه
- دانه کنف
- جک فروت
- دانه نیلوفر آبی
- دانه خردل
- دانه توت آمریکایی
- دانه خشخاش
- دانه انار
- دانه آفتابگردان
- بذر کدو تنبل
- تخمه هندوانه